# Athroisma
Athroisma là một chi thực vật có hoa trong họ Cúc (Asteraceae).

## Loài
Chi Athroisma gồm các loài: